# Маккензи (залив, Канада)
Маккензи (на английски: Mackenzie Bay) е открит залив в южната част на море Бофорт, край северозападния бряг на Канада, като административно попада в територия Юкон и в Северозападните територии. Вдава се на юг в сушата на 70 km. Ширината на входа между нос Кей (на запад) и северния нос на остров Ричардс (на изток) е 200 km. Дълбочината му е от 5 до 10 m, а в района на нос Кей – над 20 m. Заливът е разположен в крайната северозападна част на Канада, западно от делтата на река Маккензи. В най-западната му част е разположен остров Хершел (116 km²), а в най-източната, в делтата на Маккензи – остров Ричардс (2165 km²). Бреговете му са предимно ниски и заблатени. В югоизточната му част се вливат два от западните ръкави от делтата на река Маккензи и делтата на река Пийл. Образуването на ледена покривка започва през септември, а началото на разтопяването ѝ е в началото на юни. Заливът е открит през юли 1789 г. от шотландския пътешественик Александър Маккензи и по-късно е наименуван в негова чест.